# Panic! at the Disco
Panic! at the Disco (parfois raccourci à P!ATD) est un groupe (jusqu'en 2015)/projet solo (depuis 2015) américain de pop rock, originaire de Las Vegas, dans le Nevada, actif entre 2004 et 2023. Ils changent de nom au début de l'année 2008 pour devenir Panic at the Disco, mais décident finalement de remettre le point d'exclamation après le départ de Ryan Ross et Jon Walker. Leur style musical mélange pop, électronique, dance, rock, et bien d'autres et est très fortement inspiré du groupe Fall Out Boy. Leur premier album A Fever You Can't Sweat Out (2005) rencontre quelques succès dans le Billboard 200. Il s'est vendu à environ 2,2 millions d'exemplaires.
Le 24 janvier 2023, Brendon Urie, fondateur et leader du groupe, publie un post sur Instagram annonçant la fin du groupe afin de lui permettre de passer plus de temps avec sa famille.

## Histoire

### Débuts (2004–2006)

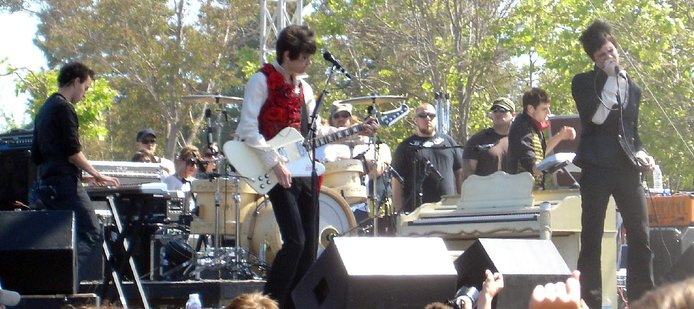
Panic! at the Disco en concert.

Le groupe commence avec le guitariste/chanteur Ryan Ross et le batteur Spencer Smith, amis d'enfance. Le duo veut seulement faire des reprises de Blink-182 jusqu'à être rejoint par Brendon Urie et Brent Wilson, respectivement en tant que chanteur et bassiste. Pour son nom, le groupe aurait hésité entre « panic at the disco », un passage de la chanson Panic de Name Taken, et « burn down the disco », extrait de Panic des Smiths.
Pour se faire entendre, le groupe laisse des commentaires sur le LiveJournal de Pete Wentz (membre de Fall Out Boy) l'URL de leur session sur PureVolume. Impressionné, Wentz se rend à Las Vegas pour les rencontrer personnellement. Il les recommande au label Fueled by Ramen qui les transmet à Decaydance, le label de Pete Wentz. Le groupe enregistre son premier album A Fever You Can't Sweat Out dans le Maryland. Les singles, donnant chacun lieu à un clip, sont I Write Sins Not Tragedies, But It's Better If You Do, Lying Is the Most Fun a Girl Can Have Without Taking her Clothes Off et Build God, Then We'll Talk. L'album se vend à plus de 2,2 millions d'exemplaires à travers le monde.
En 2005, Brent Wilson quitte le groupe et est remplacé par Jon Walker. En début octobre, le magazine SPIN les élit « groupe du jour ». En 2006, le groupe fait une tournée internationale nommée Nothing Rhymes With Circus. Cette même année, ils reçoivent le prix du meilleur clip aux MTV Video Music Awards pour I Write Sins Not Tragedies. Ils reprennent la chanson This Is Halloween pour la bande originale de la réédition 3D du film L'Étrange Noël de monsieur Jack, de Henry Selick.

### Pretty. Odd.et...Live in Chicago(2007–2009)

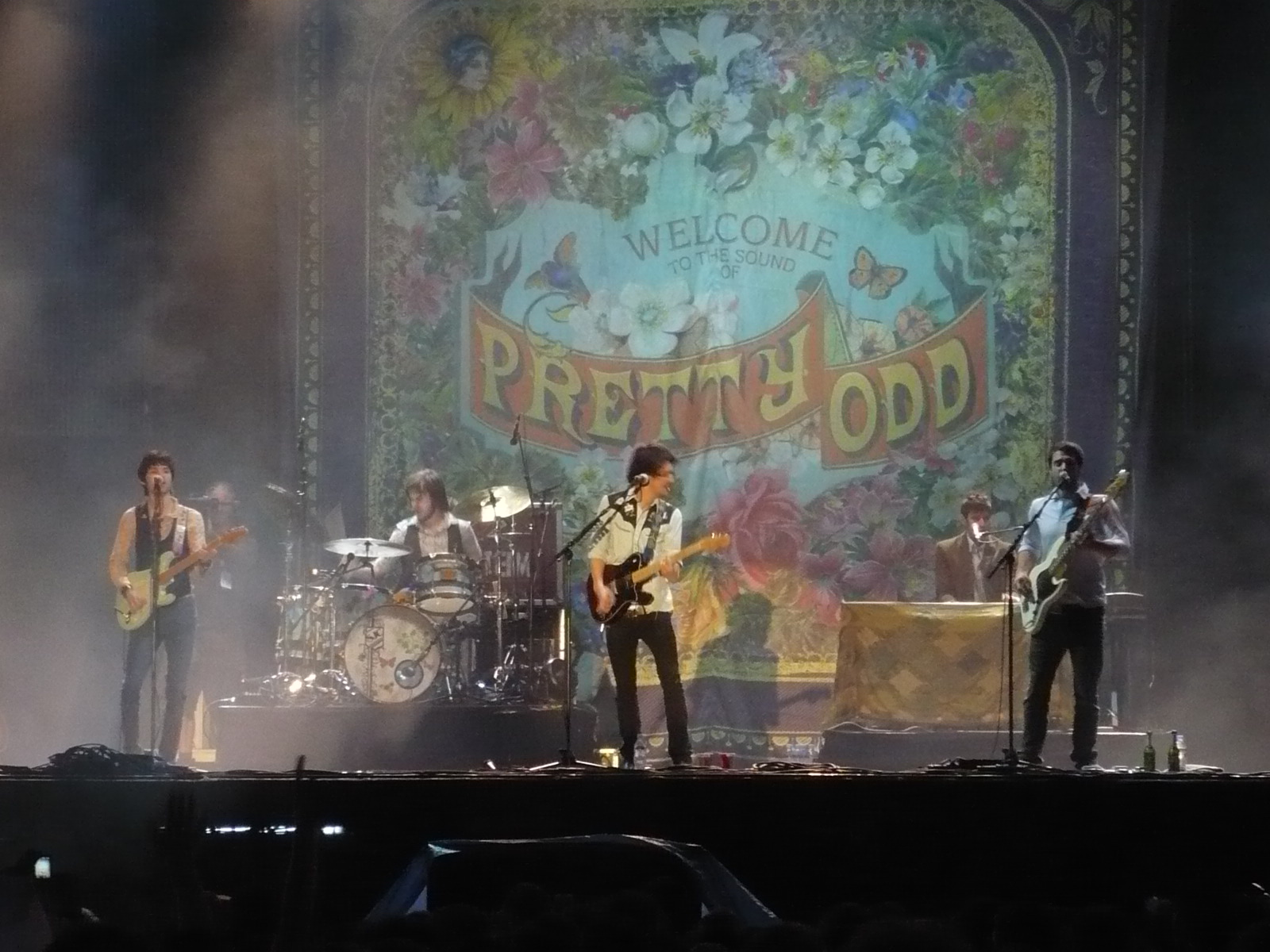
Le groupe sur scène pendant la promotion de Pretty. Odd..

Le 6 mars 2007, le groupe arrive à Mount Charleston, dans le Nevada pour commencer l'écriture d'un nouvel album. Après plusieurs enregistrements et performances scéniques en été, le groupe revient à Las Vegas et à son studio, de répétition pour commencer à écrire réellement l'album. Le groupe n'offre aucun intérêt envers les chansons qu'ils ont écrites. En octobre 2007, le groupe entre au Studio de Palms Casino Resort à Las Vegas pour enregistrer l'album.
En janvier 2008, le groupe dévoile le nom de leur prochain album (Pretty. Odd.) ainsi qu'un nouveau logo, qui supprime le point d'exclamation du nom du groupe. Ryan Ross explique que, pour eux, le signe de ponctuation n'a jamais fait partie du nom du groupe. Cependant de nombreux fans critiquent ce choix. L'album Pretty. Odd., sorti le 21 mars 2008, marque un tournant musical pour Panic! at the Disco : il présente une musique plus épurée et une forte influence des Beatles. On y entend aussi pour la première fois la voix de Ryan Ross en tant que chanteur et plus seulement choriste sur certains morceaux comme Behind The Sea ou Northern Downpour. Les singles issus de cet album sont Nine in the Afternoon, That Green Gentleman (Things Have Changed), Mad as Rabbits et Northern Downpour. Un clip est consacré à chacun de ces morceaux. Le 4 juillet 2008, Mika, grand fan de leur univers, les invite à faire sa première partie au Parc des Princes à Paris. En octobre, ils sortent pour s'amuser une chanson et une vidéo entièrement réalisées par eux-mêmes, It's Almost Halloween, qui mélange à parts égales les voix de Brendon Urie et de Ryan Ross. Brendon participe à l'enregistrement de Folie à Deux (dernier album des Fall Out Boy sorti le 16 décembre 2008) notamment sur 20 Dollar Nose Bleed et What a Catch, Donnie.

### Vices and Virtues(2009–2011)

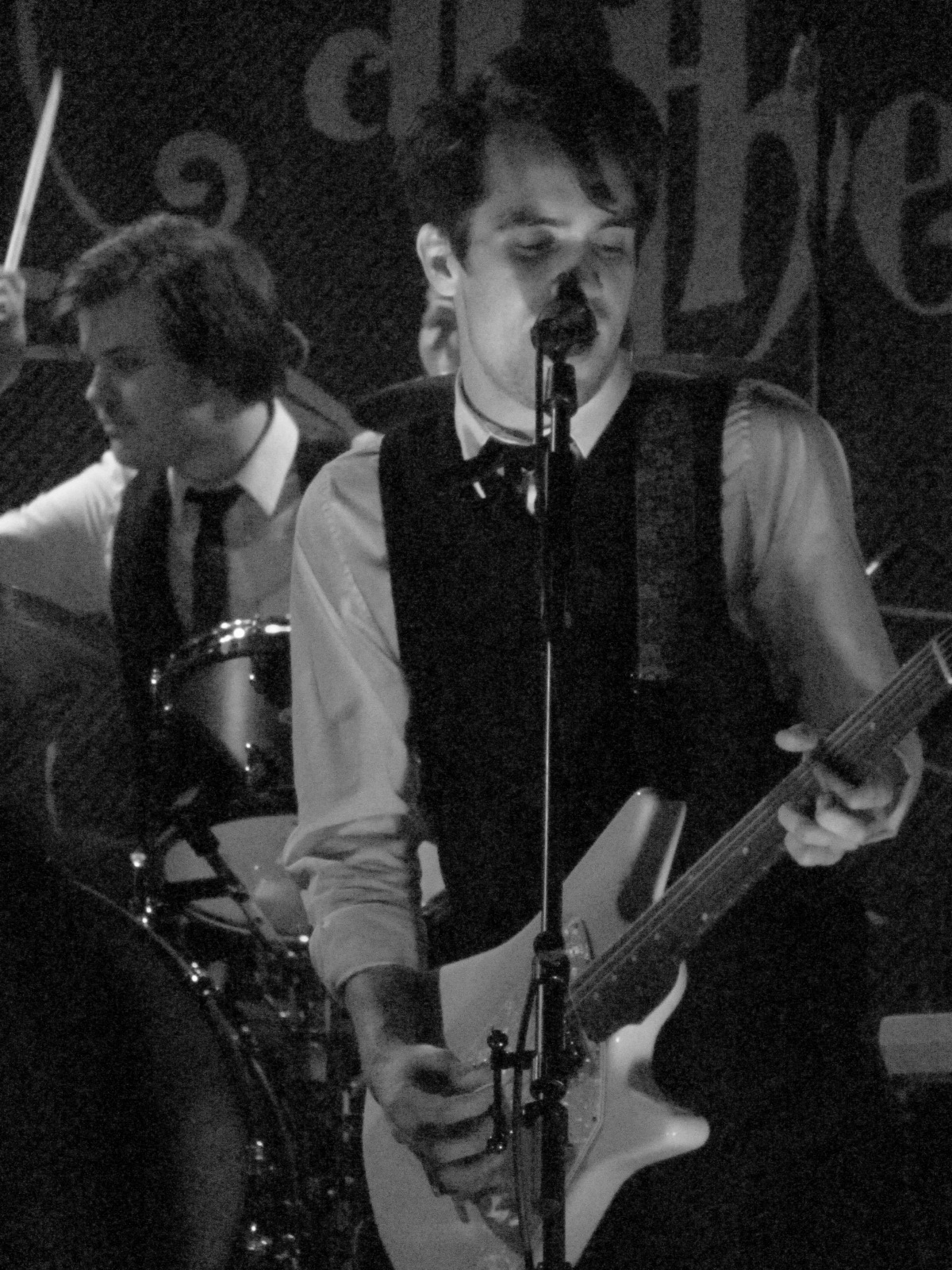
Urie et Smith restent les seuls premiers membres après le départ de Ross et Walker.

Le 6 juillet 2009, Jon Walker et Ryan Ross annoncent sur le site officiel leur départ du groupe à la suite de désaccords musicaux. Brendon Urie et Spencer Smith continuent seuls l'aventure et reprennent leur nom d'origine, Panic! at the Disco (avec le point d'exclamation). Ils publient sur le site, rénové à cette occasion, un extrait d'une nouvelle composition, Oh Glory. Ils sortent alors leur premier single depuis le changement de formation, New Perspective, plus proche de l'univers théâtral de leur premier album. Le single est présent sur la bande originale du film Jennifer's Body, sorti le 21 octobre 2009 en France.
Le 18 janvier 2011, le groupe révèle le titre de leur nouvel album Vices and Virtues pour le 22 mars 2011. Il est produit par Butch Walker et John Feldmann.  Le premier single issu de cet album The Ballad of Mona Lisa est sorti le 1er février 2011. Vices and Virtues est officiellement publié le 21 mars 2011 et accueilli de manière positive. Le groupe tourne en soutien à l'album, dans ce qui est appelé Vices and Virtues Tour dès début février 2011. Le groupe est aussi programmé pour jouer au festival Soundwave Revolution en septembre et octobre, mais le festival est annulé et le groupe jouera plutôt le mini-festival Counter-Revolution. Le 12 mai 2011, le groupe collabore avec Fun. et embarquent ensemble dans une tournée nord-américaine, publiant un single commun intitulé C'mon. Panic! at the Disco contribue à une nouvelle chanson, Mercenary pour la bande originale du jeu vidéo Batman: Arkham City.

### Too Weird to Live, Too Rare to Die!(2012–2014)
Depuis leur dernière tournée, Urie et Smith partent en studio pour l'écriture et la préparation d'un quatrième album qui était prévu pour fin 2012. Entre-temps, sur Twitter, Weekes confirme qu'il est devenu maintenant un membre à temps plein.
Le 15 juillet 2013, l'album est annoncé pour le 8 octobre 2013 sous le nom de Too Weird to Live, Too Rare to Die!. Le premier single issu de cet album, Miss Jackson, ainsi que son clip vidéo sont dévoilés le jour même afin de le promouvoir. Panic! at the Disco fera d'ailleurs une tournée aux États-Unis et en Europe, mais aussi assureront la première partie du Save Rock and Roll Arena Tour de Fall Out Boy. Peu avant leur tournée en soutien à l'album, Smith révèle dans une lettre ouverte aux fans ses problèmes de toxicomanie et d'addiction à l'alcool depuis l'enregistrement de Pretty. Odd. Même si Smith se joint au groupe pour les premières dates, il quitte la tournée pour « continuer à se battre. » Urie annoncera le 7 août 2013 sur le site web du groupe qu'« il est évident que Spencer ait besoin de prendre de soin de lui. Je ne m'attends pas à ce qu'il guérisse en une minute et qu'il nous rejoigne ou plus vite pour les prochaines dates. Maintenant que c'est dit, la tournée continuera sans Spencer qui devra trouver l'aide dont il a besoin. » Dan Pawlovich du groupe Valencia le remplacera en tournée.
Dès août 2013, Kenneth Harris assure le poste de guitariste lors des concerts. Le 23 septembre 2014, Urie annonce l'idée d'un cinquième album studio ; cependant, il ne sait pas si ce sera un album de Panic! at the Disco ou un album solo. Urie explique aussi que Smith n'est pas encore prêt à revenir dans le groupe.

### Death of a Bachelor(2015–2017)
En avril 2015, Spencer Smith annonce officiellement son départ du groupe, en raison de ses problèmes d'addiction. Peu de temps après, Dallon Weekes perd son statut de membre à part entière du groupe, même s'il reste présent pour les tournées. Brendon Urie devient donc le dernier et unique membre du groupe Panic! at the Disco.
Le 15 janvier 2016 sort leur cinquième album Death of a Bachelor. L'album connaît un succès commercial et devient le premier album du groupe à atteindre la première place des meilleures ventes d'albums aux États-Unis, avec près de 200 000 exemplaires vendus la semaine de sa sortie. Six des chansons de l'album bénéficient d'un clip vidéo, notamment Emperor's New Clothes, qui atteint les 120 millions de vues sur Youtube. Après avoir effectué quelques dates européennes, et une tournée américaine avec le groupe Weezer en été 2016, Brendon Urie annonce en septembre de la même année que le Death of a Bachelor Tour commence début 2017, toujours aux États-Unis. Le même jour, le clip vidéo de LA Devotee est dévoilé. Le 15 décembre, le groupe sort All My Friends We're Glorious: Death of a Bachelor Live, un album live. Quelques jours plus tard, Brendon dévoile une chanson de Noël, Feels Like Christmas qui ne figure sur aucun album. Dallon Weekes alors bassiste pour les tournées annonce le 27 décembre son départ officiel du groupe après 8 années de bons et loyaux services.

### Pray for the Wicked(2018–2019)
Le 19 mars, Panic! at the Disco joue un concert surprise à Cleveland, premier concert avec leur nouvelle bassiste, Nicole Row. Le 21 mars, le premier clip du sixième album Pray for the Wicked, Say Amen (Saturday Night) est dévoilé. Le même jour sort un autre extrait de l'album, intitulé (Fuck a) Silver Lining, en annonçant par la même occasion une nouvelle tournée aux États-Unis.
L'album sort le 22 juin 2018 et, rapidement, Panic! at the Disco entame la tournée mondiale du Pray for the Wicked Tour, qui rapporte plus de 50 millions de dollars. Le guitariste Mike Naran rejoint le groupe après le départ de Kenneth Harris. Le single High Hopes marque un nouveau record du groupe qui n'avait pas été atteint depuis leur premier single I Write Sins Not Tragedies, devenant leur single le plus vendu dans le monde et se plaçant à la tête des charts américaines pendant plusieurs mois. Les autres singles extraits de cet album sont Hey Look Ma, I Made It! ainsi que Dancing's Not A Crime.

### Viva Las Vengeanceet dissolution (2022–2023)
Le 1er juin 2022, Panic! at the Disco sort le titre Viva Las Vengeance, single annonciateur d'un nouvel album à venir. L'album Viva Las Vengeance, septième album du groupe, sort le 19 août 2022 sur le label Fueled by Ramen et DCD2 Records. Une tournée intitulée le Viva Las Vengeance Tour, a lieu du 8 septembre 2022 au 10 mars 2023. Le Viva Las Vengeance Tour est la dernière tournée du groupe, Brendon Urie, le leader du groupe, annonce le 24 janvier 2023 arrêter Panic! at the Disco à la fin de la tournée.
Le 24 janvier 2023, le fondateur et leader de Panic! at the Disco, Brendon Urie, unique membre originel restant du groupe créé en 2004, annonce dans un post sur Instagram sa volonté de stopper l'aventure du groupe à la fin de la tournée Viva Las Vengeance Tour, qui se déroule jusqu'au 10 mars 2023 pour défendre sur scène le dernier album du groupe sorti le 19 août 2022. Brendon Urie annonce aussi dans son post attendre son premier enfant, et souhaite vouloir : « [se] concentrer et mettre [son] énergie dans [sa] famille ».

## Membres

### Dernier membre
- Brendon Urie - chant, guitare, piano, batterie, basse (2004-2023)

### Membres de tournées
- Daniel Pawlovich - batterie, chœur (2013-2023)
- Nicole Row - basse, chœur (2018-2023)
- Jesse Molloy - saxophone (2016-2023)
- Erm Navarro - trombone (2016-2023)
- Chris Bautista - trompette (2016-2023)
- Mike Naran - guitare, chœur (2018-2023)

### Anciens membres
- Kenneth Aaron Harris - guitare, chœurs (2013-2018)
- Brent Wilson - basse (2004-2006)
- Jon Walker - basse, piano, guitare, chœur (2006-2009)
- Ryan Ross - guitare, chant, piano (2004-2009)
- Ian Crawford - guitare, chant, chœur, piano (2009-2012)
- Spencer Smith - batterie (2007-2008)
- Dallon Weekes - basse, chœurs, piano, guitare (2009-2017)